# Talagante (tỉnh)
Tỉnh Talagante là một tỉnh trong vùng đô thị Santiago, Chile, nằm ở phía tây nam của tỉnh Santiago. Tỉnh này có diện tích 601,9 km² và dân số 217.449 người. Tỉnh lỵ là thành phố có cùng tên. Đô thị (comuna) Talagante có dân số 69.000.

## Các đô thi ở tỉnh Talagante
Tỉnh này được chia thành 5 đô thị (comunas):

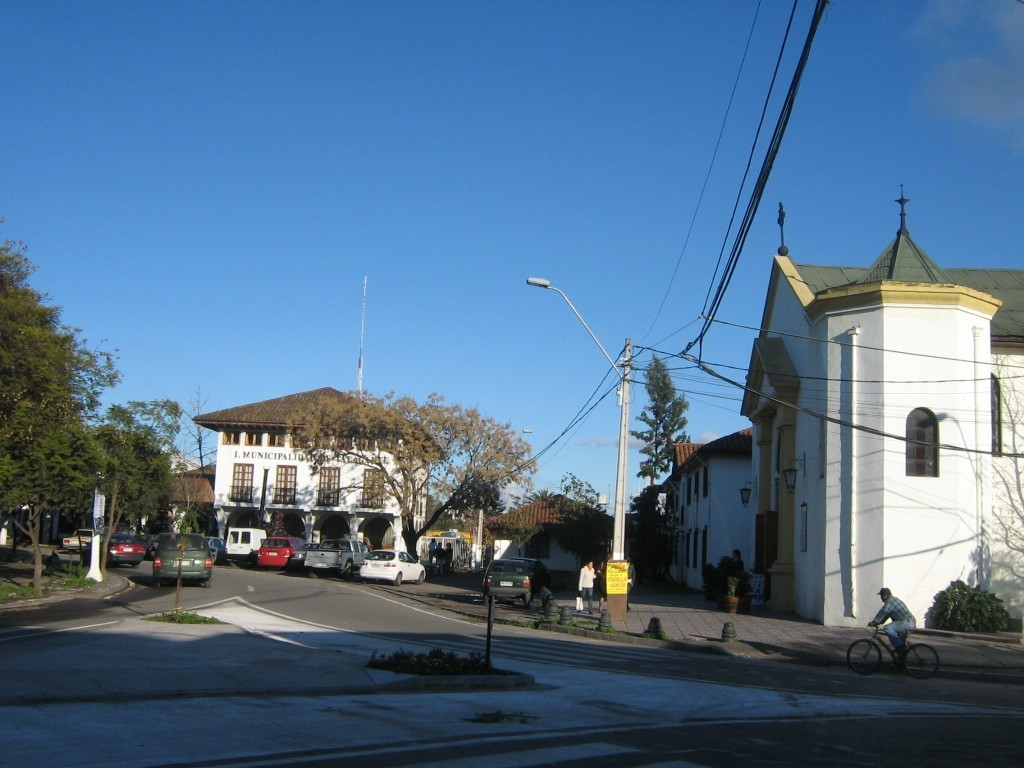
Trung tâm Talagante

- Isla de Maipo;
- El Monte (Chile);
- Padre Hurtado;
- Peñaflor
- Talagante.

Bản đồ tỉnh Talagante trong vùng đô thị Santiago.